# Griffith (Indiana)
Griffith ist eine Town des Lake County im US-Bundesstaat Indiana. Die Einwohnerzahl beträgt 16.060 (Stand 2019). Die Siedlung ist Teil der Metropolregion Chicago.

## Demografie
Nach einer Schätzung von 2019 leben in Griffith 16.060 Menschen. Die Bevölkerung teilt sich im selben Jahr auf in 71,3 % Weiße, 15,6 % Afroamerikaner, 0,1 % amerikanische Ureinwohner, 1,5 % Asiaten und 4,0 % mit zwei oder mehr Ethnizitäten. Hispanics oder Latinos aller Ethnien machten 15,6 % der Bevölkerung aus. Das mittlere Haushaltseinkommen lag bei 65.534 US-Dollar und die Armutsquote bei 7,0 %.